# パティ・マコーマック
パティ・マコーマック（Patty McCormack,  1945年8月21日 - ）は、アメリカ合衆国出身の女優。

## 来歴
1945年、ニューヨーク市ブルックリン区に生まれる。母親のエリザベスはプロのローラースケーターで、父親のフランク・ルッソは消防士だった。子供モデルとして4歳の頃からキャリアをスタートさせ、7歳の頃から子役としてテレビ番組などへ出演。1951年に『Two Gals and a Guy』で映画デビュー。

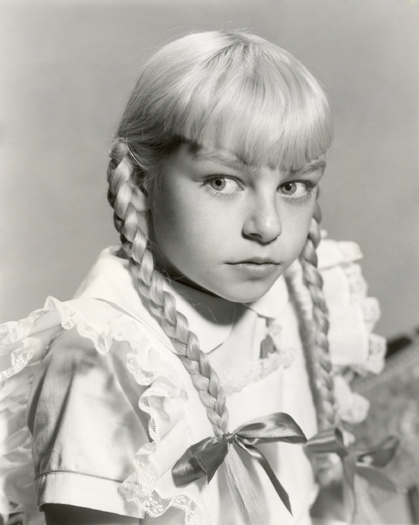
子役時代（1956年）

1953年にはブロードウェイ舞台へも進出して、1954年にウィリアム・マーチによる小説を舞台化した『悪い種子』のブロードウェイ版へ出演し、メインキャラクターの少女ローダ・ペンマークを好演。同作品は1956年にマーヴィン・ルロイ監督によって映画化され、マコーマック自身もローダ役で続投した。大人に対して屈託のない笑顔を振りまく一方、平然と殺人を繰り返す残酷な裏の顔を持つローダ役の演技は高く評価され、1957年にゴールデングローブ賞の助演女優部門とアカデミー助演女優賞へノミネートされている。同年オーソン・ウェルズが監督、脚本、製作を務める予定だった『ドン・キホーテ』に起用され、メキシコシティを訪れるアメリカ人少女ダルシーを演じる予定だったが、資金難などの諸事情が重なり映画自体は未完成に終わっている。しかし、その後も子役から女優へと成長を遂げ、テレビから映画まで様々な作品へ出演してキャリアを積んだ。
2000年代以降も精力的に女優活動を続けていて、『ザ・ソプラノズ 哀愁のマフィア』や『ハート・オブ・ディクシー ドクターハートの診療日記』などをはじめとするテレビドラマシリーズや、ロン・ハワード監督の映画『フロスト×ニクソン』ではフランク・ランジェラ演じるリチャード・ニクソンの妻として知られるパット・ニクソンを演じている。

### 私生活
1967年にRobert Richard Cataniaと結婚し、二児の母親となるが1973年に離婚した。

## 出演作品

### 映画
- Two Gals and a Guy (1951)
- 花婿来たる Here Comes the Groom (1951)
- Man Against Pain (1953) ※テレビ映画
- 悪い種子 The Bad Seed (1956)
- 雪の女王 Snezhnaya koroleva (1957) ※英語版吹替
- 白い丘 All Mine to Give (1957)
- Kathy O' (1958)
- ハックルベリー・フィンの冒険 The Adventures of Huckleberry Finn (1960)
- 嵐の学園 The Explosive Generation (1960)
- Jacktown (1962)
- メアリー・ジェーン Maryjane (1968)
- 地獄の暴走 The Mini-Skirt Mob (1968)
- 俺たちに鎖はない The Young Runaways (1968)
- ヤング・アニマル The Young Animals (1968)
- 燃える昆虫軍団 Bug (1975)
- Night Partners (1983) ※テレビ映画
- ジェシカ/ 超次元からの侵略 Invitation to Hell (1984)
- プライベート・ロード Private Road: No Trespassing (1987) ※ビデオ作品
- 14日の土曜日/ ストライクスバック Saturday the 14th Strikes Back (1988)
- Mommy (1995)
- Mommy's Day (1997)
- スネーク 猛毒の大群 Silent Predators (1999)
- Acceptable Risk (2001) ※テレビ映画
- The Medicine Show (2001)
- Choosing Matthias (2001)
- Inhabited (2003)
- リビング・ブラッド Shallow Ground (2004)
- Mystery Woman: Snapshot (2005)
- 黒い薔薇 Gone But Not Forgotten (2005)
- Heart of the Beholder (2005)
- セス Seth (2006)
- Left in Darkness (2006) ※ビデオ作品
- フロスト×ニクソン Frost/Nixon (2008)
- A Christmas Proposal (2008)
- 市民ジェーン Citizen Jane (2009)
- Elevator Girl (2010)
- 2ND Take (2011)
- Soda Springs (2012)
- ザ・マスター The Master (2012)
- Buttwhistle (2014)

### テレビドラマ
- Mama (1949, 1956)
- Willys Theatre Presenting Ben Hecht's Tales of the City (1953)
- The Revlon Mirror Theater (1953)
- クラフト・テレビジョン・シアター Kraft Television Theatre (1953, 1958)
- Armstrong Circle Theatre (1954)
- カサブランカ Casablanca (1955)
- クライマックス! Climax! (1956)
- アズ・ザ・ワールド・ターンズ As the World Turns (1956)
- ジェネラル・エレクトリック・シアター General Electric Theater (1956)
- Cavalcade of America (1957)
- マチネー・シアター Matinee Theatre (1957, 1958)
- スタジオ57 Studio 57 (1957, 1958)
- プレイハウス90 Playhouse 90 (1957 - 1959)
- 幌馬車隊 Wagon Train (1958)
- Young Dr. Malone (1958)
- Peck's Bad Girl (1959)
- 世にも不思議な物語 Alcoa Presents: One Step Beyond (1959)
- Death Valley Days (1960)
- ルート66 Route 66 (1960, 1961)
- ローハイド Rawhide (1962, 1963)
- The Farmer's Daughter (1964)
- 0088/ワイルド・ウエスト The Wild Wild West (1968)
- 対決ランサー牧場 Lancer (1969)
- 恐怖のガス爆発! レスキュー隊出動せよ Emergency! (1972, 1979)
- 警察物語 Police Story (1974)
- サンフランシスコ捜査線 The Streets of San Francisco (1974)
- 名探偵ジョーンズ Barnaby Jones (1974)
- The Wide World of Mystery (1974)
- ドクター・ウェルビー Marcus Welby, M.D. (1974, 1975)
- マンハンター The Manhunter (1974)
- 探偵キャノン Cannon (1975)
- ラブ・ボート The Love Boat (1978)
- ファンタジー・アイランド Fantasy Island (1979)
- ダラス Dallas (1981, 1982)
- ロマンス・シアター Romance Theatre (1982)
- 私立探偵マグナム Magnum, P.I. (1982)
- 探偵レミントン・スティール Remington Steele (1984)
- トミー&タペンス おしどり探偵 Partners in Crime (1984)
- 鷲の翼に乗って On Wings of Eagles (1986)
- Mr. サンシャイン Mr. Sunshine (1986)
- The Law and Harry McGraw (1987)
- ジェシカおばさんの事件簿 Murder, She Wrote (1987, 1988)
- 新・名犬ラッシー The New Lassie (1989)
- フレディの悪夢 Freddy's Nightmares (1989)
- 天才少年ドギー・ハウザー Doogie Howser, M.D. (1990)
- ベイウォッチ Baywatch (1997)
- ER緊急救命室 ER (2000)
- ザ・ソプラノズ 哀愁のマフィア The Sopranos (2000, 2002, 2004, 2006)
- Skin (2003 - 2004)
- コールドケース 迷宮事件簿 Cold Case (2004)
- グレイズ・アナトミー 恋の解剖学 Grey's Anatomy (2005)
- アントラージュ★オレたちのハリウッド Entourage (2005)
- クリミナル・マインド FBI行動分析課 Criminal Minds (2005)
- South of Nowhere (2008)
- プライベート・プラクティス 迷えるオトナたち Private Practice (2009)
- GREEK〜ときめき★キャンパスライフ Greek (2009)
- デスパレートな妻たち Desperate Housewives (2010)
- 第一容疑者 Prime Suspect (2012)
- GCB ～キラめく女の逆襲バトル～ GCB (2012)
- スーパーナチュラル Supernatural (2012)
- スキャンダル 託された秘密 Scandal (2012)
- Have You Met Miss Jones? (2012 - 2013)
- ハート・オブ・ディクシー ドクターハートの診療日記 Hart of Dixie (2013, 2014, 2015)